# Sudwa
Sudwa (deutsch Sauden) ist ein Dorf in der polnischen Woiwodschaft Ermland-Masuren. Es gehört zur Gmina Olsztynek (Stadt- und Landgemeinde Hohenstein i. Ostpr.) im Powiat Olsztyński (Kreis Allenstein).

## Geographische Lage
Sudwa liegt am westlichen Stadtrand von Olsztynek (deutsch Hohenstein i. Ostpr.), 22 Kilometer südöstlich der früheren Kreisstadt Osterode in Ostpreußen (polnisch Ostróda) bzw. 24 Kilometer südwestlich der heutigen Kreismetropole und Woiwodschaftshauptstadt Olsztyn (deutsch Allenstein).

## Geschichte
Die Handfeste für Windikendorf, erst nach 1785 Sauden war auf das Jahr 1380 datiert. 1874 kam das Dorf zum neu errichteten Amtsbezirk Hohenstein i. Ostpr.-Land im Kreis Osterode in Ostpreußen, 223 Einwohner waren 1910 in Sauden registriert.
Aufgrund der Bestimmungen des Versailler Vertrags stimmte die Bevölkerung in den Volksabstimmungen in Ost- und Westpreußen am 11. Juli 1920 über die weitere staatliche Zugehörigkeit zu Ostpreußen (und damit zu Deutschland) oder den Anschluss an Polen ab. In Sauden stimmten 160 Einwohner für den Verbleib bei Ostpreußen, auf Polen entfielen keine Stimmen.
Am 1. April 1933 verlor Sauden seine Eigenständigkeit und wurde in die Stadtgemeinde Hohenstein i. Ostpr. (polnisch Olsztynek) eingegliedert.
In Kriegsfolge wurde 1945 das gesamte südliche Ostpreußen an Polen abgetreten. Davon war auch Sauden bestroffen, das die polnische Namensform „Sudwa“ erhielt. Der Ort wurde wieder ein eigenständiges Dorf und ist jetzt als Schulzenamt (polnisch Sołectwo) – mit Świętajńska Karczma (Karlsrode) und Świętajny (Schwenteinen) – in die Stadt- und Landgemeinde Olsztynek im Powiat Olsztyński eingegliedert, bis 1998 der Woiwodschaft Olsztyn, seither der Woiwodschaft Ermland-Masuren mit Sitz in Olsztyn (Allenstein) zugeordnet. Im Jahre 2011 zählte Sudwa 177 Einwohner.

## Soldatenfriedhof/Gedenkstätte Kriegsgefangenenlager Stalag I B Hohenstein

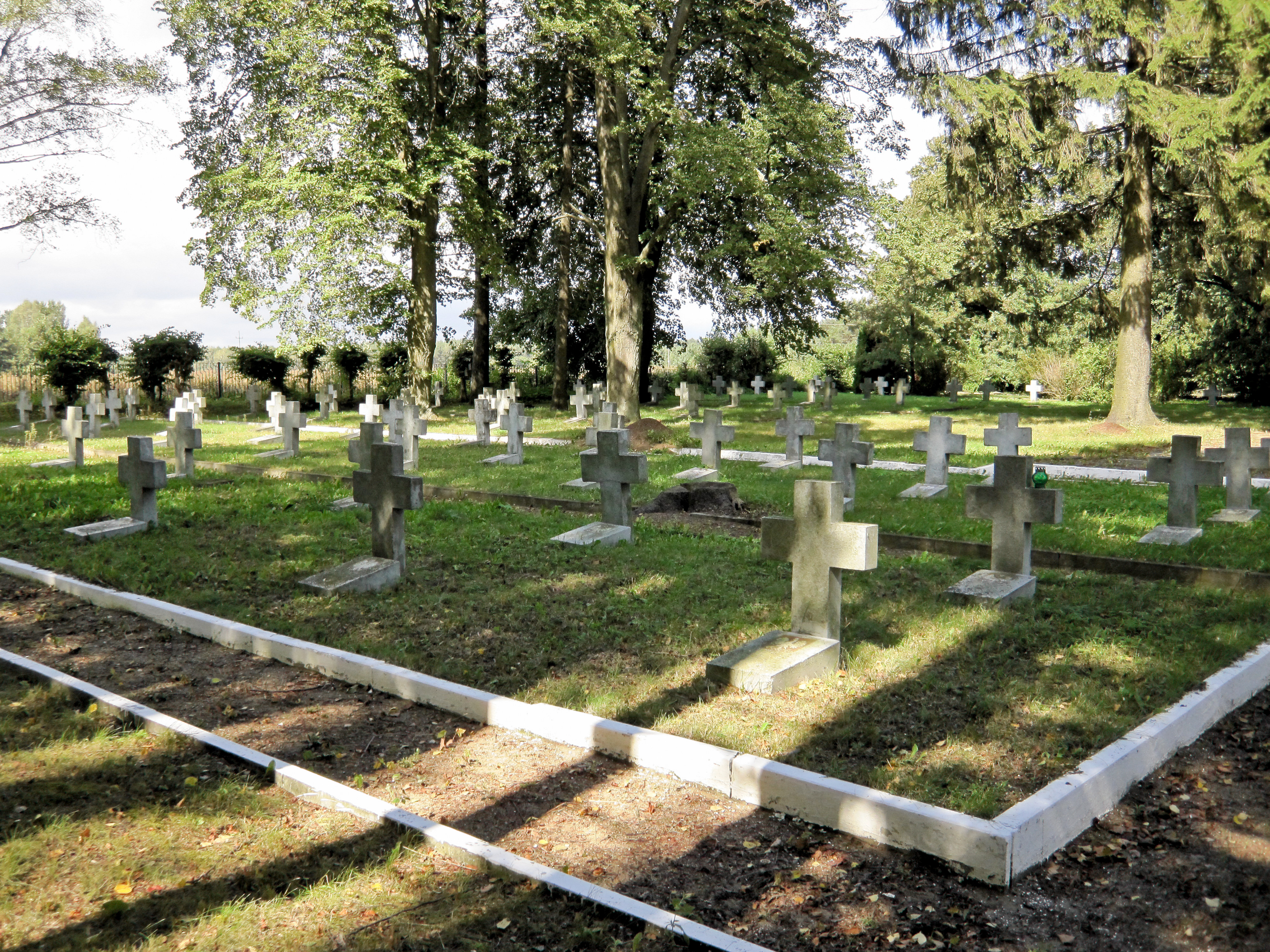
Gräberfeld auf dem Kriegsgefangenenfriedhof in Sudwa

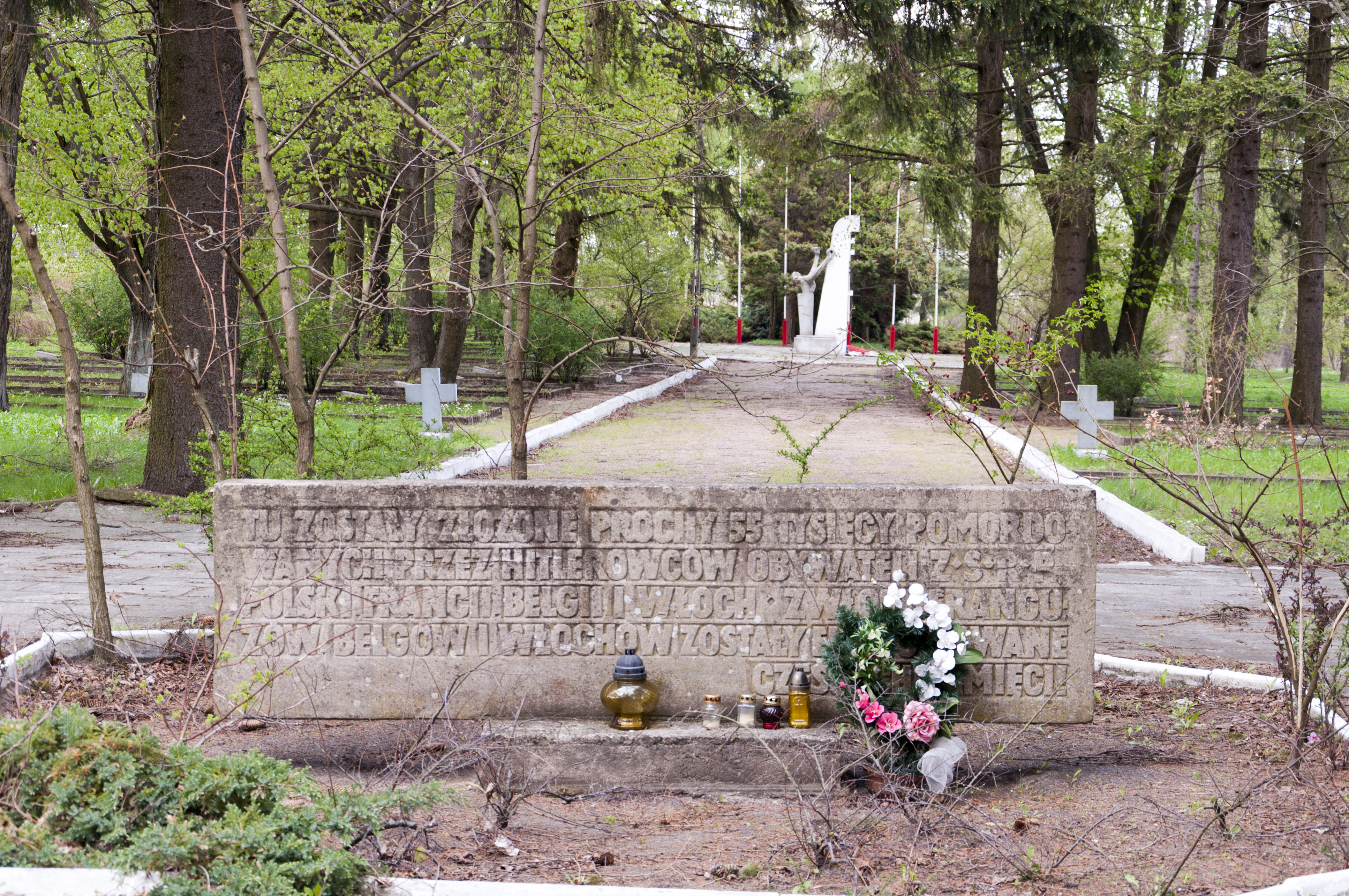
Gedenkstätte auf dem Soldatenfriedhof in Sudwa

Am Westrand des Dorfes Sudwa befindet sich ein Soldatenfriedhof mit einer Gedenkstätte des Kriegsgefangenenlagers Stalag I B in Hohenstein, das die deutsche Wehrmacht zwischen September 1939 und Januar 1945 errichtet hatte und in dem hier 155000 Soldaten verschiedener Nationalitäten inhaftiert waren. 55000 von ihnen – überwiegend sowjetische Kriegsgefangene – kamen ums Leben. Ihre letzte Ruhestätte fanden sie in Massengräbern auf dem Friedhof in Sauden, der heute eine Gedenkstätte ist. 1979 wurde der Friedhof umfassend restauriert.

(Geographische Lage des Soldatenfriedhofs in Sudwa mit Gedenkstätte des Kriegsgefangenenlagers)

## Kirche
Bis 1945 war Sauden in die evangelische Pfarrkirche Hohenstein (Ostpreußen) in der Kirchenprovinz Ostpreußen der Kirche der Altpreußischen Union, und ebenso in die römisch-katholische Herz-Jesu-Kirche in Hohenstein im damaligen Bistum Ermland eingepfarrt.
Heute gehört Sudwa zur Stadt Olsztynek: zur evangelischen Kirchengemeinde, die heute eine Filialgemeinde der Christus-Erlöser-Kirche Olsztyn in der Diözese Masuren der Evangelisch-Augsburgischen Kirche in Polen ist, katholischerseits zur Stadtpfarrgemeinde, heute Teil des Dekanats Olsztynek im jetzigen Erzbistum Ermland.

## Verkehr
Sudwa liegt an einer Nebenstraße (sie ist ein Teilstück der einstigen Reichsstraße 130), die parallel zur Schnellstraße 7 im Abschnitt Ostróda–Olsztynek verläuft. Im Dorfgebiet   befindet sich das Schnellstraßendreieck „Olsztynek Zachód“ (Hohenstein-West) der beiden S 7 und S 51.
Die nächste Bahnstation ist Olsztynek an der Bahnstrecke Działdowo–Olsztyn (deutsch Soldau–Allenstein).